# CFROI
CFROI（Cash Flow Return on Investment、投資に対する現金収益率）は、クレディ・スイスグループが提供する企業価値評価システムHOLTにより計算される財務指標。事業のために投じた資本から、どれだけの利回りでキャッシュフローを生み出しているかを示している。Cash Flow Return on Investmentの英語の各単語の頭文字をとって名付けられている。日本国内では、クレディ・スイスグループのシーエスエフビー　ホルト　エルエルシーの登録商標（商標登録第4355313号）となっている。

## 算出方法の概要
CFROIの計算要素として主に以下の４つが挙げられる。
- 資産の耐用年数
- インフレ調整後グロス資産

　　総資産

　　＋減価償却累計額

　　＋資産化した貸借料

　　＋資産化した研究開発

　　−流動負債（借入金は除く）

　　−無形固定資産

　　−非営業用投資資産（持分法適用株式等）

- グロスキャッシュ・フロー

　　税引後利益（特別損益前）

　　±特別損益（税引後）

　　＋減価償却費

　　＋支払金利

　　＋レンタル・リース料

　　＋研究開発費

　　＋非支配持主持分利益

　　−持分法損益

　　±年金費用調整

　　±金融資産保有損益

- 非償却資産

　　現預金

　　＋土地

　　＋受取手形

　　＋棚卸資産

CFROIは、これら４つの計算要素の割引率を計算することにより求められる。

## 企業価値評価方法
CFROIは、実績CFROIや予想CFROIの推移と各企業の企業価値評価システムHOLTにより計算される資本コストとを比較し、
- CFROIが企業価値評価システムHOLTにより計算される資本コストを上回っているかどうか。
- CFROIは改善傾向にあるか。
- 現在の株価はどの程度のCFROIを織り込んでいるのか。

等の企業価値評価に利用される。
企業価値評価システムHOLTにより計算される資本コストは、市場全体の負債・資本市場価値総額と市場全体の予想キャッシュ・フロー総計が等しくなるような割引率を算出することにより求められる。これは、各企業のCFROIの計算と同様の方法と言える。この割引率を市場全体の要求収益率とし、各企業のレバレッジと流動性によるリスクファクターを加味して、個別企業の割引率が計算される。